# Loma Andresera
La Loma Andresera (9°51′00″N 67°25′08″O / 9.85, -67.4189) es una formación de montaña ubicada en el extremo norte del estado Guárico, Venezuela. A una altitud promedio entre 1.044 m s. n. m. y 1055 m s. n. m. la Loma Andresera es una de las montañas más altas en Guárico.

## Ubicación
La Loma Andresera está ubicada en el corazón de una fila montañosa al suroeste de San Juan de los Morros y al sureste del embalse de Camatagua. Por el norte pasa la «via el Castrero Callecita» al salir de la Via Camburito. Por el oeste pasa una pequeña carretera llamada Mala Cabeza, uno de los puntos de acceso a la montaña. Más al oeste por la carretera están el Cerro Mango Llano y el majestuoso Topo La Cruz en el extremo final de la via. Hacia el sur se continúa con el Topo Paraparo. 